# Jillian Henry
Jillian Henry est une actrice et productrice américaine née le 22 octobre 1996 en Californie du Sud (États-Unis).

## Biographie
Jillian HENRY est diplômée avant même de commencer ses études. De par sa scolarité à domicile, elle a été effectivement capable d'obtenir l'Examen des Compétences du lycée de Californie à l'âge de 13 ans. Ce diplôme lui a permis d'obtenir des études secondaires. Jillian a choisi de suivre un lycée traditionnel et est entrée en première année après avoir obtenu le CHSPE, titre qui lui permet de travailler comme une personne adulte à la télévision et au cinéma.

## Filmographie
(avril 2012).
- 2002 : Little Dreams : Kelly Peterson
- 2004 : Mulan 2 (vidéo) : Sha-Ron (voix)
- 2005 : Lilo et Stitch 2 (vidéo) : Elena
- 2005 : Locked In : Emily
- 2006 : La Revanche des losers : Gretchen Peterson
- 2006 : Leroy et Stitch (TV) : Additional Voice Talent
- 2006 : Penelope (Voix)
- 2007 : Snips and Nails (Court Métrage)
- 2025 : Captain America: Brave New World (production)